# Martin Cooper
Martin Cooper (Chicago, Illinois, 26 de diciembre de 1928) es un ingeniero electrónico e inventor estadounidense. Es considerado como uno de los pioneros en el desarrollo de la telefonía móvil.

## Biografía
Nació el 26 de diciembre de 1928 en Chicago, Illinois. Estudió ingeniería eléctrica en el Instituto Tecnológico de Illinois licenciándose en 1950 y doctorándose en 1957.
Ocupó el cargo de  director corporativo de «Investigación y Desarrollo» de la compañía de telecomunicaciones Motorola. Fundador y Director ejecutivo de ArrayComm, empresa dedicada a la investigación de antenas inteligentes y la mejora de la tecnología de las redes inalámbricas. 
Desarrolló la telefonía inalámbrica realizando la primera llamada con uno de sus desarrollos el 3 de abril de 1973.
Cooper se inspiró para desarrollar el teléfono móvil viendo al capitán Kirk usar su comunicador en la serie Star Trek. Ese primer teléfono celular comenzó un cambio fundamental en el mercado de la tecnología y las comunicaciones para hacer llamadas telefónicas a una persona en lugar de a un lugar. Bell Labs introdujo la idea de las comunicaciones celulares en 1947, pero sus primeros sistemas se limitaron a teléfonos para autos que requerían aproximadamente 30 libras (12 kg) de equipo en el maletero.

### Dyna LLC
Cooper y su esposa Arlene Harris fundaron Dyna LLC en 1986 como base de operaciones de desarrollo y soporte para las nuevas compañías, Subscriber Computing Inc., Cellular Pay Phone, Inc. (CPPI), SOS Wireless Communications y Accessible Wireless; los dos últimos de los cuales juntos crearon la base para la creación de GreatCall, fueron lanzados desde Dyna LLC.
Desde su sede de Dyna, Cooper continuo escribiendo y dando conferencias sobre comunicaciones inalámbricas, innovación tecnológica, Internet y gestión de I + D. Es miembro de los grupos gubernamentales de la industria, cívicos y nacionales, incluido el Comité Asesor del Espectro del Departamento de Comercio de los Estados Unidos, su asesora al Secretario de Comercio de los Estados Unidos sobre la política del espectro y el Consejo Asesor Tecnológico de la Comisión Federal de Comunicaciones (FCC).

## Premios y reconocimientos
En 1995, Cooper recibió el Wharton Infosys Business Transformation Award por sus innovaciones tecnológicas en el ámbito de la comunicación. Martin Cooper también es miembro de Mensa.
Ha sido galardonado con el Premio Príncipe de Asturias de Investigación Científica y Técnica 2009, compartido con Ray Tomlinson, inventor del correo electrónico. El 10 de abril de 2010 fue nombrado miembro de honor de la «Cofradía del Queso» de Cantabria. Ese mismo año, Cooper fue elegido miembro de la Academia Nacional de Ingeniería de Estados Unidos por su liderazgo en la creación e implementación del teléfono celular portátil de mano.
El 19 de febrero de 2013 le otorgaron, junto a otros cuatro desarrolladores de la telefonía móvil, el Premio Charles Stark Draper de la Academia Nacional de Estados Unidos de Ingeniería. Ese mismo año recibe el  Premio Marconi otorgado por la sociedad italiana Marconi.

## Ley de Cooper
Cooper descubrió que la capacidad de transmitir diferentes comunicaciones de radio simultáneamente y en el mismo lugar ha crecido al mismo ritmo desde las primeras transmisiones de Marconi en 1895. Esto llevó a Cooper a formular la Ley de eficiencia espectral o también conocida como Ley de Cooper. La ley establece que el número máximo de conversaciones de voz o transacciones de datos equivalentes que se pueden realizar en todo el espectro de radio útil en un área determinada se duplica cada 30 meses.